# Provence-Sattelschrecke

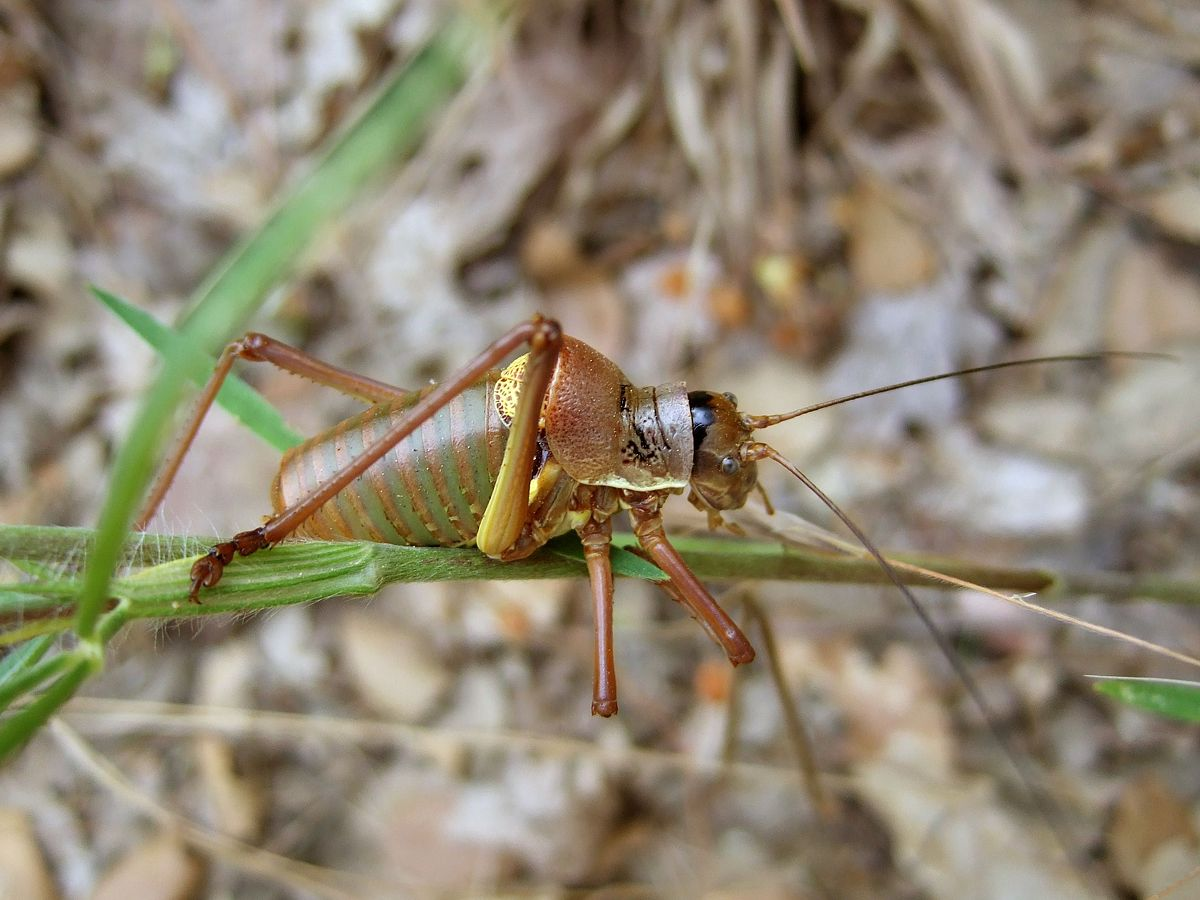
Provence-Sattelschrecke, Ephippiger provincialis, Männchen

Die Provence-Sattelschrecke (Ephippiger provincialis) ist eine Art aus der Unterfamilie der Bradyporinae.

## Merkmale
Die Tiere sind mit 28 bis 41 Millimetern Körperlänge die größten Vertreter ihrer Unterfamilie in Europa. Sie haben eine hellbraune oder rötliche Körperfärbung, nur selten sind sie grün. Die sehr kurzen und breiten Cerci der Männchen haben einen Innenzahn, der gleich lang und breit wie der Endzahn ist. Bei allen anderen Sattelschreckenarten ist dieser deutlich kleiner ausgeprägt. Die Subgenitalplatte der Weibchen ist hinten rund ausgeschnitten und hat vorne an beiden Seiten eine wulstige Erhebung. Der nahezu gerade Legebohrer (Ovipositor) ist nur selten kürzer als 25 Millimeter.

## Vorkommen
Die Art ist ein Endemit und kommt nur in den südlichen Teilen der Seealpen, zwischen St. Tropez und Marseille vor. Die Tiere sitzen meist am Boden oder auf niedrigen Pflanzen. Die Imagines findet man von Juni bis August.

## Lebensweise
Gelegentlich kann es bei der Provence-Sattelschrecke zu Massenvermehrungen kommen.

## Referenzen
- Heiko Bellmann: Der Kosmos Heuschreckenführer, Die Arten Mitteleuropas sicher bestimmen, Franckh-Kosmos Verlags-GmbH & Co KG, Stuttgart 2006, ISBN 3-440-10447-8.